# Ronald L. Thompson
Ronald L. Thompson (19 de agosto de 1899 – 19 de junio de 1986) fue un político estadounidense de Pensilvania .

## Biografía
Ronald L. Thompson nació en Shamokin, Pennsylvania, el 19 de agosto de 1899. Sirvió en el Ejército de los Estados Unidos durante la Primera Guerra Mundial y en las Fuerzas Aéreas del Ejército de los Estados Unidos durante la Segunda Guerra Mundial . Mientras vivía en Mount Lebanon, Pennsylvania, Thompson, un republicano, sirvió en la Cámara de Representantes de Pennsylvania de 1941 a 1942 y nuevamente de 1949 a 1966.

## Vida personal
Thompson se casó con Elsie Calvert (5 de abril de 1899 - 21 de marzo de 2013) en 1921, y permanecieron casados hasta su muerte 65 años después. Elsie Thompson más tarde se haría conocida por derecho propio, como la segunda estadounidense más antigua en vivir durante tres meses (apenas por debajo de los 114 años) a principios de 2013. Murió el 19 de junio de 1986, en Clearwater, Florida, a los 86 años.